# Slime Rancher 2
Slime Rancher 2 — пригодницька відеогра 2022 року з видом від першої особи, розроблена та видана американською інді-студією Monomi Park. Slime Rancher 2 є прямим продовженням своєї попередниці Slime Rancher. У ній персонажка та головна героїня Slime Rancher, Беатрікс ЛеБо, досліджує нову локацію під назвою Веселковий острів. Гра вийшла у ранньому доступі 22 вересня 2022 року для Xbox Series X/S та Microsoft Windows через Microsoft Store, Steam та Epic Games Store.

## Ігровий процес
У відкритому світі гравець керує персонажкою Беатрікс ЛеБо, хазяйкою ранчо, яка переїхала з планети Земля на далеку планету, щоб жити життям фермерки, зосередженої на будівництві ранчо й дослідженні навколишнього середовища з метою збору, вирощування, годування і розведення слаймів, желатинових живих організмів різних розмірів і характеристик.
Суть гри полягає в тому, щоб годувати їх правильною їжею, щоб вони могли виробляти «порти», які можна продати в обмін на ньюбакси — валюту, необхідну для купівлі модернізації ранчо та його обладнання. У світі існують різні види слаймів, у тому числі й ті, що з'явилися в Slime Rancher 2. Слайми реагують і змінюються залежно від того, чим їх годують.

## Розробка
Презентація Slime Rancher 2 відбулася 13 червня 2021 року під час виставки Xbox & Bethesda Games Showcase 2021. Під час виставки Xbox & Bethesda Games Showcase 2022 було розкрито більше інформації про гру, а також анонсовано дату релізу — осінь 2022 року. Slime Rancher 2 вийшла у ранньому доступі 22 вересня 2022 року для Microsoft Windows та Xbox Series X/S.
Slime Rancher 2 використовує рушій Unity. Відеогра використовує новий конвеєр рендерингу високої чіткості Unity, конвеєр рендерингу, який обробляє графічні функції. Це вимагало нового підходу до графічного конвеєра порівняно з тим, що використовувався у попередній грі.